# Mauritius van Sully

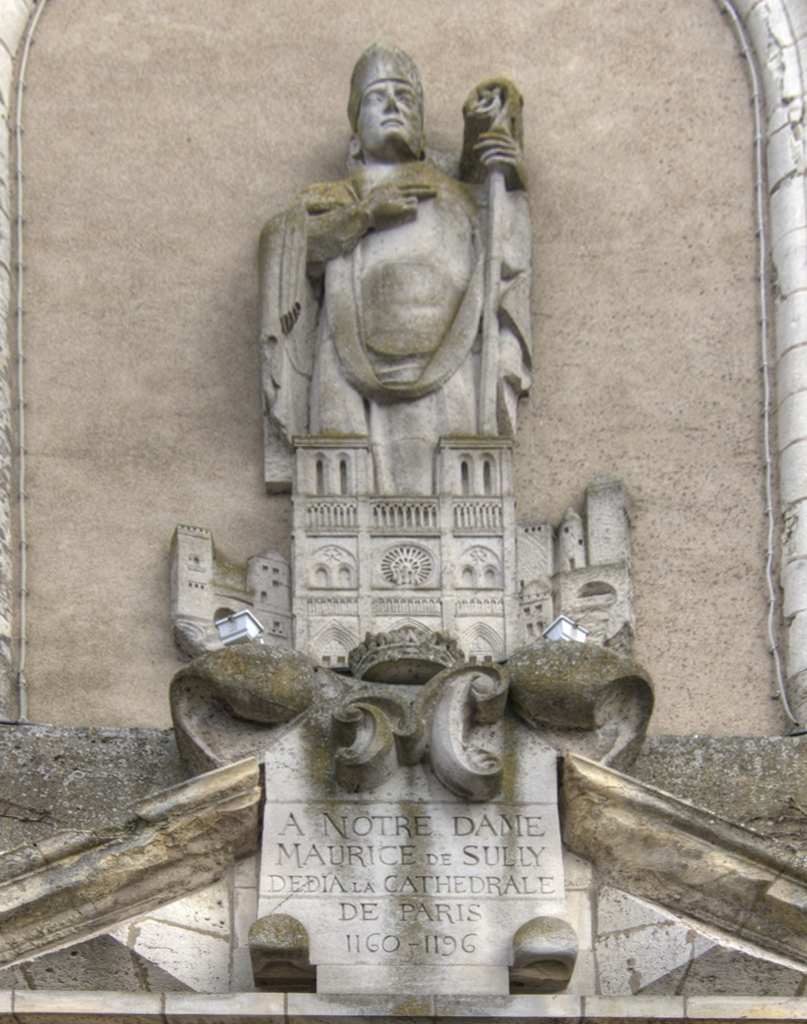
Bisschop Mauritius en de Notre-Dame van Parijs

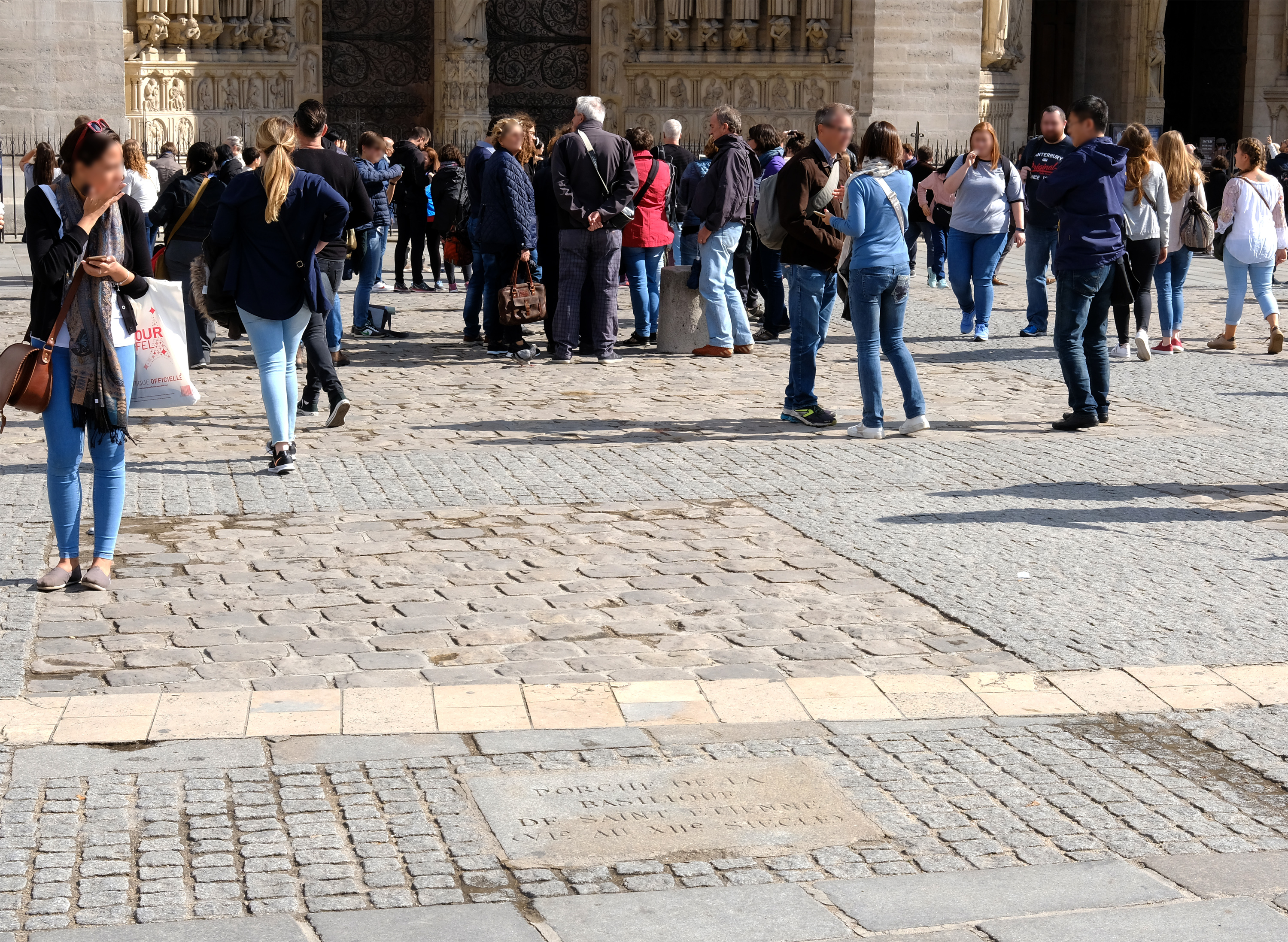
Resten van de Sint-Stefanuskathedraal, vlak voor de Notre-Dame

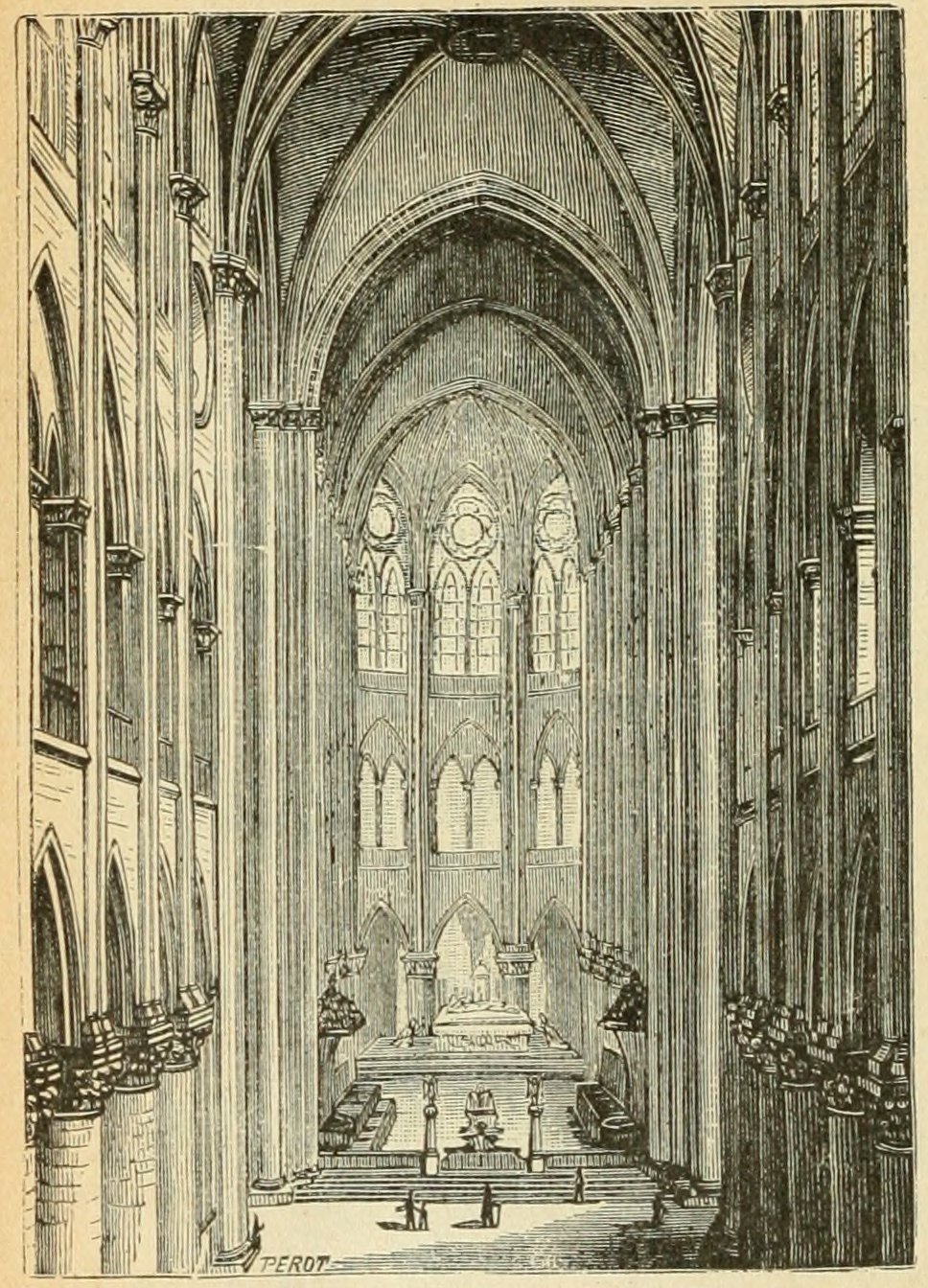
Het koor van Notre-Dame

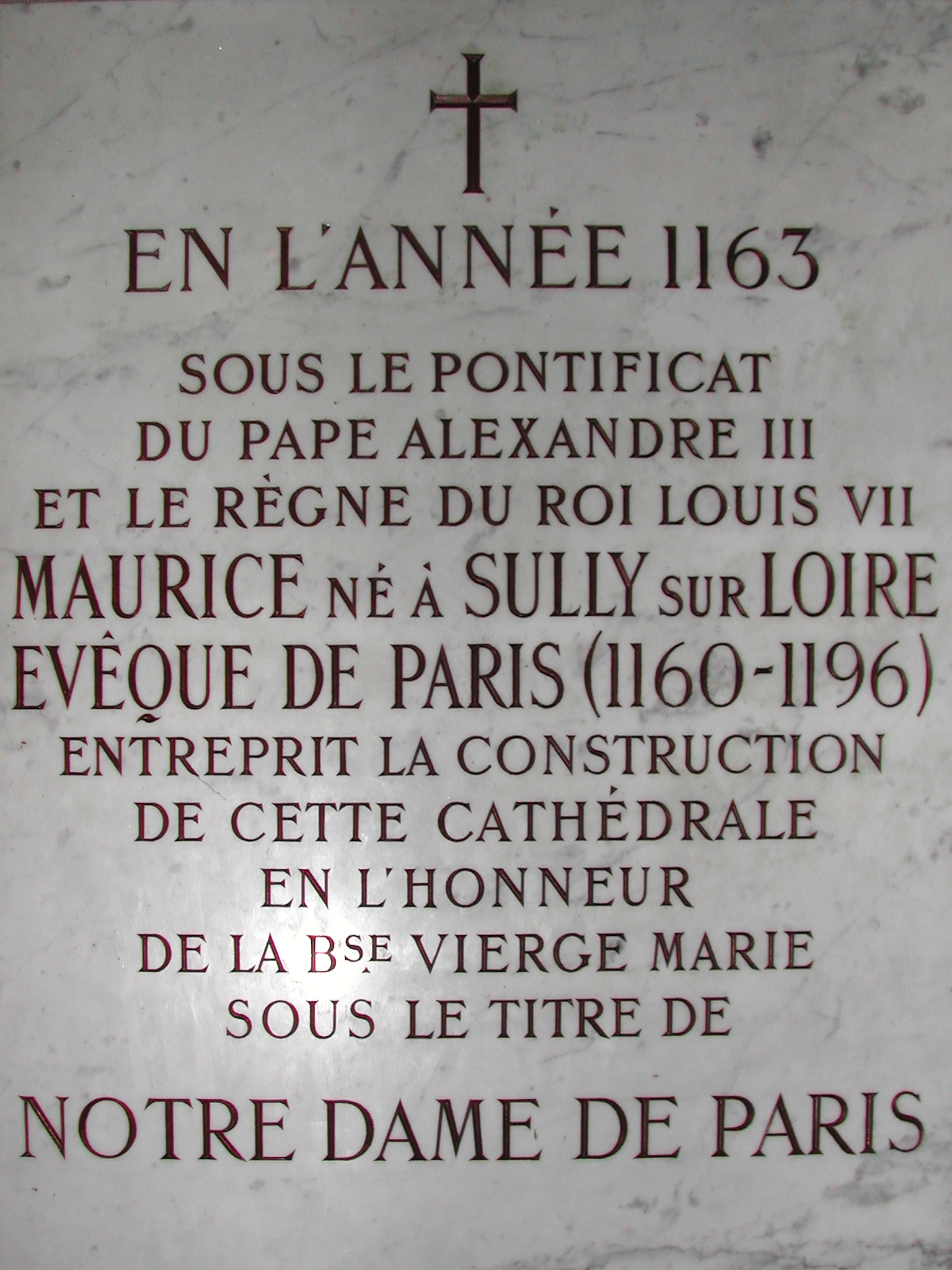
Gedenksteen in de Notre-Dame

Mauritius van Sully (Sully-sur-Loire, begin 12e eeuw – Parijs, 11 september 1196) was bisschop van Parijs (1160-1196) en bouwheer gedurende zijn lang pontificaat. De bekendste bouwwerf van hem is de Notre-Dame van Parijs. Hij was tevens een hoveling van Lodewijk VII en Filips II, koningen van Frankrijk.

## Levensloop

### Lijfeigene
De geboortedatum is onbekend. Wel is bekend dat hij opgroeide aan de oevers van de Loire, bij lijfeigenen in Sully-sur-Loire. Zij waren in dienst van de heren van Sully-sur-Loire. Zijn vader was houthakker en zijn moeder een onbekende Humberga. Op een dag merkten de monniken van de abdij van Fleury Mauritius op aan de poort. Ze omschreven hem als junior, pauper et mendicus: jong, arm en armzalig. De monniken leerden Mauritius lezen en schrijven, wat ongewoon was voor die tijd omwille van zijn nederige afkomst. 

### Theoloog in Parijs
De monniken stuurden Mauritius door naar Parijs, naar de kapittelschool, voor hogere studies. In de kapittelschool maakte Mauritius kennis met de jonge Lodewijk, de latere koning Lodewijk VII van Frankrijk. Mauritius maakte carrière in de Roomse kerk vanaf het jaar 1142: van subdiaken in Parijs (1147) naar kanunnik en priester tot de begeerde post van aartsdiaken van Josas (1159). Hij werd magister in de theologie en een van de meest welbespraakte theologen van de stad. Hij predikte in het publiek, buiten de kapittelmuren. 

### Bisschop van Parijs
In 1160 verkoos het kapittel hem tot bisschop van Parijs Vanaf dat moment ontplooide Mauritius zijn bouwplannen: nieuwe kerken, abdijen, een leprozerie, godshuizen en een bisschoppelijk paleis voor hemzelf.
Zijn meesterwerk was de bouw van de kathedraal Notre-Dame; hiervoor liet hij de eeuwenoude Sint-Stefanuskathedraal slopen. De Sint-Stefanuskathedraal dateerde van de 6e of 7e eeuw; haar afmetingen waren 36 x 70 meter. De kathedraal was geen ruïne doch wel slecht onderhouden. Ze moest tegen de vlakte om de Notre-Dame erachter te kunnen bouwen. Mauritius stopte de verering van de martelaar Stefanus. Er rees een reusachtige bouwwerf achter de Sint-Stefanuskathedraal, met aanleg van nieuwe straten door Parijs. Mauritius wilde niet onderdoen voor de gotische kathedralen die hij gezien had in Noyon (vanaf 1150), Senlis (vanaf 1153), Laon (vanaf 1154) en vooral in het aartsbisdom Sens (ook vanaf 1154). Paus Alexander III bezocht Parijs naar aanleiding van de start van de bouw: de eerstesteenlegging vond plaats in het voorjaar van 1163. Mauritius beheerde de financiën van deze grote bouwonderneming, met onvoorwaardelijke steun van koning Lodewijk VII en het gehele kapittel van Parijs.
De bouwwerf van Notre-Dame trok talrijke bouwlieden aan, alsook handelaars, architecten en families in de stad. Tevens stichtte Mauritius nieuwe markten en bouwde hij handelscontacten uit. Hij hervormde het onderwijs van de kapittelschool, waarna ze nauw aanleunde aan een universitaire structuur, die na 1200 ontstond in Parijs. Mauritius benoemde kanseliers van de kapittelschool, die direct gezag hadden over de studenten en de officialen. De uitstraling van het onderwijs in Parijs reikte over het hele koninkrijk Frankrijk. Mauritius startte de Maria-verering, wat parallel ging met de bouw van de Notre-Dame. Heraclius, patriarch van Jeruzalem, bracht eveneens een bezoek aan de bouwwerf (1185).
Mauritius palmde de synagoge in en bouwde ze om tot een kapel voor Maria Magdalena; in de 18e eeuw verrees er de grotere La Madeleine.
Alexander III en Mauritius overlegden regelmatig over de hachelijke toestand van Thomas Becket, aartsbisschop van Canterbury. Beiden spraken hun steun uit voor Becket, en ageerden tegen koning Hendrik II van Engeland, omdat ze boven alles de rechten van de Roomse clerus wensten te vrijwaren.
De bouwwerken van de Notre-Dame schoten goed op en Mauritius maakte mee dat het koor van de kathedraal af geraakte. Feestelijkheden voor Maria's Onbevlekte Ontvangenis verbood Mauritius, want hij was inhoudelijk het niet mee eens. Wanneer Parijzenaars de Opstanding van de doden betwijfelden, leidde Mauritius een campagne om elke twijfel te verjagen.
Mauritius was een vertrouwenspersoon van Lodewijk VII. Mauritius begeleidde hem bij diens onderhandeling met Frederik Barbarossa in Saint-Jean-de-Losne (1162). Hij doopte de lang verwachte zoon van Lodewijk VII, kroonprins Filips, bijgenaamd Dieudonné, Godsgeschonken. De kroning van de 15-jaar jonge Filips II Augustus organiseerde Mauritius in zijn pas gebouwd bisschoppelijk paleis (1179). De top van de Franse adel en clerus was ontvangen bij Mauritius, die het woord voerde namens de jonge koning. De dag dat Filips II op kruistocht vertrok, vertrouwde Filips II zijn schatkist toe aan Mauritius.

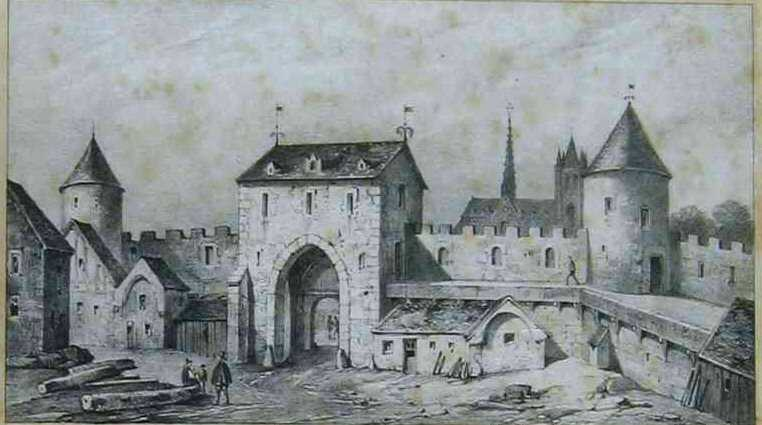
Abdij van Sint-Victor waar hij stierf (Parijs)

In 1196 trok Mauritius zich terug in de abdij van Sint-Victor in Parijs. Hij zong er psalmen, zoals hij in zijn jeugd de monniken van Fleury bezig zag. Hij trad echter niet af als bisschop. In hetzelfde jaar stierf Mauritius.
- Bibliothèque nationale de France: cb12139590k (data)
- Gemeinsame Normdatei: 118924141
- International Standard Name Identifier: 0000 0000 8784 7730
- Library of Congress Control Number: no89016470
- Nationale Bibliotheek van Israël: 987007445521005171
- Nederlandse Thesaurus van Auteursnamen: 074454951
- Réseau des bibliothèques de Suisse occidentale: 02-A012373200
- SNAC: w68w544m
- Système universitaire de documentation: 029857384
- Union List of Artist Names: 500288825
- Virtual International Authority File: 88627694
- WorldCat: E39PBJfCx34CkJHjfpxxtVH9jC